# Arbin, Syria
Arbin (tiếng Ả Rập: عربين; còn đánh vần là Irbin hay Arbeen) là một thị trấn ở miền nam Syria, thuộc khu vực hành chính của quận Markaz Rif Dimashq của tỉnh Rif Dimashq, nằm ở phía đông khu phố Jobar của Damascus. Các địa phương gần đó bao gồm Kafr Batna và Saqba ở phía nam, Zamalka và Ein Tarma ở phía tây nam và Douma ở phía bắc. Theo Cục Thống kê Trung ương Syria (CBS), Arbin có dân số 44.934 trong cuộc điều tra dân số năm 2004. Arbin là một trong những địa điểm được gợi ý cho thị trấn cổ Ribmus.
Trong cuộc nội chiến ở Syria, FSA đã kiểm soát một số vùng ngoại ô phía bắc thủ đô Damascus, bao gồm cả Arbin vào ngày 2 tháng 7 năm 2012. Các máy bay chiến đấu của FSA được báo cáo công khai tuần tra trên đường phố ngoại ô, và các cuộc đụng độ xảy ra chưa đầy 10 kilômét (6,2 mi) từ trung tâm thành phố Damascus. Vào tháng 11 năm 2012, đã có chiến đấu bền vững trong thị trấn sau khi lấy lại được sức mạnh của phiến quân ở Rif Dimashq. Nó đã được báo cáo là dưới sự kiểm soát của phiến quân kể từ ngày 7 tháng 12 năm 2012. Trong năm 2017-18, trong cuộc bao vây chính phủ ở phía đông Ghouta, Arbin là một trong những thị trấn bị máy bay Syria và Nga nhắm vào nhiều cuộc không kích, ví dụ vào ngày 4 tháng 1 năm 2018.
Vào cuối tháng 3 năm 2018, quân đội Syria đã áp đặt quyền kiểm soát của họ đối với khu vực Đông Ghouta bao gồm Arbin.